# セルジュ・ニグ
セルジュ・ニグ（Serge Nigg, 1924年6月6日 パリ - 2008年11月12日）はフランスの現代音楽の作曲家。

## 略歴
わずか19歳で交響詩《ティムール "Timour" 》を作曲し、1944年にフランス国立放送管弦楽団により初演されるなど、非常に若くして楽壇デビューを果たした。
デビュー当初はピエール・ブーレーズと仲のよい付き合いであり、当初撤回されたピアノ独奏のための「ノタシオン」の自筆譜は長年ニグの手元に置かれていた。
1946年には、十二音技法による大冒険へと乗り出した最初の一人となり、いわゆる戦後の音楽に影響を及ぼした。その後は十二音技法と、洗練された快楽主義や和声の美しさに関心を持つフランス音楽の伝統との統合へと向かった。
作曲家としての活動の他に、1956年よりラジオ・フランスの運営委員を務め、1967年にはマルセル・ランドスキによってテアトル・リリックの監察官に指名された。1978年、オリヴィエ・メシアンの後を継いでパリ国立高等音楽院作曲科の教授を務め、1982年には管弦楽法科教授となった。1989年、エマニュエル・ボンドヴィルの後を継いで芸術アカデミーの作曲家議席に選出され、1995年には1年間芸術アカデミーの議長を務めた。

## 主要作品一覧
- ピアノ・ソナタ（3曲）
- 無伴奏ヴァイオリンのためのソナタ "Sonate pour violon seul" -- クリスチャン・フェラスの委嘱作品（フェラスによりニューヨークのカーネギーホールにて初演）
- 弦楽四重奏曲
- 管弦楽曲
  - フュルギュール "Fulgur"
  - 想像力の記録 "Fastes de l'Imaginaire"
  - ピアノ独奏と管弦楽のための《ウィリアム・ブレイクのための鏡 "Mirrors for William Blake" 》
  - 千羽の金の鳥 "Million d'oiseaux d'or" （1981年、ミシェル・プラッソンによりボストンのシンフォニーホールにて初演）